# Le Couac (chronique)
Pour les articles homonymes, voir Couac.
Le Couac est un faux journal satirique paru dans le périodique Super Picsou Géant pendant plus de 10 ans dès 1994 jusqu'en 2009, mettant en scène (ou plutôt parodiant) les personnages de l'univers des canards de Disney.

## Concept
Le Couac tourne en dérision un sujet, pendant 10 pages, comme par exemple les magazines people, le football, les superhéros, les bonnes résolutions, etc. Il y a des rubriques récurrentes, comme l'édito, la lettre du lecteur (ce dernier étant toujours un mystérieux « Philippe Laglue, de Tours »), ou encore le gag Ma vie, par Popop, de l'auteur Gilles Corre.
Cette chronique peut surprendre par son ton très caustique et son humour délirant, inhabituels chez les publications de Disney.

## Personnages
Les personnages principaux sont Donald Duck et Popop. Les autres personnages de l'univers des canards de Disney apparaissent moins régulièrement, tels que Balthazar Picsou, Grand-Mère Donald, Daisy Duck, Gontran Bonheur, Donald Dingue, ...

## Gags récurrents
- La lettre de Philippe Laglue, de Tours (sa ville est toujours précisée) : une fausse lettre de lecteur, à laquelle la réponse est toujours humoristique.
- Ma vie, par Popop : il s'agit d'une planche de bande dessinée créée par Gilles Corre (plus connu sous son pseudonyme Erroc) qui fait exprès de mal la dessiner et de faire des fautes dans les bulles, afin de faire croire qu'elle est de Popop[2],[3].
- La couverture : son illustration et son titre sont toujours des parodies. Par exemple, Couac, le plus pipol des canards, Couac-y-gnia ?, le plus dingue des canards...
- L'ours (la liste des rédacteurs), toujours parodié.

## Auteurs
- Gilles Corre
- Didier Le Bornec
- Jean-Luc Cochet
- Philippe Larbier
- Franck Muller